# NGC 3304
NGC 3304 ist eine Balken-Spiralgalaxie vom Hubble-Typ SABa im Sternbild Kleiner Löwe am Nordsternhimmel. Sie ist schätzungsweise 310 Millionen Lichtjahr9e von der Milchstraße entfernt und hat einen Durchmesser von etwa 160.000 Lichtjahren.
Im selben Himmelsareal befinden sich u. a. die Galaxien NGC 3294 und NGC 3334.
Das Objekt wurde am 17. März 1787 vom deutsch-britischen Astronomen William Herschel entdeckt.